# Brian Óg mac Néill Óig
Brian Óg mac Néill Óig (mort en 1403) est  brièvement roi de Tir Éogain à la fin de l'année 1403.

## Contexte
Brian est le fils aîné de Niall Óg mac Néill. il succède à son père en 1403 et meurt la même année de la variole. Son court règne est évoqué dans l'entrée des Annales d'Ulster qui relève le décès de son père: 
Niall Ua Neill  Óg, archi-roi d'Ulster,  homme courageux et puissant, et un homme qui, selon les compagnies savantes et les pèlerins d'Irlande, s'emparerait de la royauté d'Irlande pour la prouesse de ses mains et la noblesse de son sang - à savoir le sang de Niall Noigiallach et de la fille du roi des saxons - ainsi que de l'excellence de son hospitalité, est mort à la moisson après avoir reçu l'Onction et la pénitence. Brian, fils de Niall Ua Neill, qui devait être roi du cinquième d'Ulster, décéda la même année
Il a pour successeur son cousin germain Domhnall mac Énri Aimhreidh .qui voit son pouvoir rapidement contesté par Eóghan mac Néill Óig le fils cadet de Niall Óg.